# Rancho Hacienda Vieja
Rancho Hacienda Vieja är en ort i Mexiko.   Den ligger i kommunen San Lorenzo Cacaotepec och delstaten Oaxaca, i den sydöstra delen av landet, 400 km sydost om huvudstaden Mexico City. Rancho Hacienda Vieja ligger 1 587 meter över havet och antalet invånare är 181.
Terrängen runt Rancho Hacienda Vieja är varierad. Runt Rancho Hacienda Vieja är det mycket tätbefolkat, med 3 494 invånare per kvadratkilometer. Närmaste större samhälle är Oaxaca de Juárez, 11,8 km sydost om Rancho Hacienda Vieja. Trakten runt Rancho Hacienda Vieja består till största delen av jordbruksmark.